# 팀 해밀턴
팀 해밀턴(Tim Hamilton, 1982년 4월 13일 ~ )은 체코의 포르노 배우이다.